# لنا (ایلینوی)
لنا (به انگلیسی: Lena) یک روستا در ایالات متحده آمریکا است که در ایلینوی واقع شده‌است. لنا ۶٫۷۰ کیلومتر مربع مساحت و ۲٬۹۱۲ نفر جمعیت دارد و ۲۸۸٫۹۵ متر بالاتر از سطح دریا قرار دارد.